# Браян Ван Голт
Браян Ван Голт (англ. Brian Van Holt; нар. 6 липня 1969, Вокіган, Ілліноїс) — американський актор.
Після декількох епізодичних ролей в серіалі («Секс і місто») та у фільмі «Падіння „Чорного яструба“» актор став досить популярним. З 2009 року знімається у сіткомі «Місто хижачок», де виконує головну чоловічу роль — колишнього чоловіка і одного з найкращих друзів головної героїні Джулс Кобб.

## Життєпис
Браян Ван Голт народився 6 липня 1969 року в Вокіган, Ілліноїс.

## Фільмографія
| Рік       |   | Українська назва                | Оригінальна назва              | Роль                                                  |
| --------- | - | ------------------------------- | ------------------------------ | ----------------------------------------------------- |
| 1996      | ф | Сімейка Брейді 2                | A Very Brady Sequel            | Воррен Мулані                                         |
| 1997      | с | Район Беверлі-Гіллз             | Beverly Hills, 90210           | Ерік Андерсон (Епізод: "Aloha Beverly Hills: Part 2") |
| 1999      | с | Секс і місто                    | Sex and the City               | Вайлі Форд (Епізод: "The Caste System")               |
| 1999      | ф |                                 | The Underground Comedy Movie   | рятувальник                                           |
| 2000      | ф |                                 | Whipped                        | Бред                                                  |
| 2001      | ф | Падіння «Чорного яструба»       | Black Hawk Down                | сержант Джефф Стрекер                                 |
| 2002      | ф | Ті, що говорять із вітром       | Windtalkers                    | рядовий Герріган                                      |
| 2003      | ф | Афера                           | Confidence                     | Майлз                                                 |
| 2003      | ф | База «Клейтон»                  | Basic                          | Данбер                                                |
| 2003      | ф | S.W.A.T.: Спецназ міста янголів | S.W.A.T.                       | Майкл Боксер                                          |
| 2005      | ф | Крутий і ціпоньки               | Man of the House               | Едді Зейн                                             |
| 2005      | ф | Будинок воскових фігур          | House of Wax                   | Бо Сінклейр / Вінсент Сінклейр                        |
| 2007      | с |                                 | John from Cincinnati           | Мітч (10 епізодів)                                    |
| 2008      | с | Сини анархії                    | Sons of Anarchy                | Кайл Хобарт (Епізод: "Giving Back")                   |
| 2008      | с | Антураж                         | Entourage                      | Малоун (2 епізоди)                                    |
| 2009      | с | C.S.I.: Місце злочину Маямі     | CSI: Miami                     | Терренс Чейз (Епізод: "And They're Offed")            |
| 2009      | с | Чорна мітка                     | Burn Notice                    | Харлан (Епізод: "Friends and Family")                 |
| 2009—2015 | с | Звабливі та вільні              | Cougar Town                    | Боббі Кобб (89 епізодів)                              |
| 2012      | ф | Нестримний                      | Bullet to the Head             | Ронні Граф                                            |
| 2012      | с | CSI: Місце злочину              | CSI: Crime Scene Investigation | капітан Майк Робінсон (Епізод: "CSI on Fire")         |
| 2013—2014 | с | Міст                            | The Bridge                     | Рей Бертон (10 епізодів)                              |
| 2014      | с | Агенти Щ.И.Т.                   | Agents of S.H.I.E.L.D.         | Себастьян Дерік (2 епізоди)                           |
| 2014      | ф | Дика                            | Wild                           | рейнджер                                              |
| 2015      | с | Спільнота                       | Community                      | Віллі (Епізод: "Laws of Robotics and Party Rights")   |
| 2018      | ф | Злодії                          | Den of Thieves                 | Мерф                                                  |
| 2020      | ф |                                 | Butter                         | батько                                                |
| 2020      | с |                                 | Deputy                         | Кейд Вокер (13 епізодів)                              |